# Chirosia alpicola
Chirosia alpicola är en tvåvingeart som beskrevs av Villeneuve 1923. Chirosia alpicola ingår i släktet Chirosia och familjen blomsterflugor.
Artens utbredningsområde är Frankrike. Inga underarter finns listade i Catalogue of Life.